# یرک
یرک، روستایی از توابع استان قزوین الموت شرقی در استان قزوین ایران است.

## جمعیت
این روستا در دهستان پایین‌طالقان قرار دارد و براساس سرشماری مرکز آمار ایران در سال ۱۳۸۵، جمعیت آن ۱۱۲ نفر (۵۲خانوار) بوده است.

## مردم
مردم یرک از تات‌های اصیل هستند و به زبان تاتی سخن می‌گویند.